# تانلیس مردات

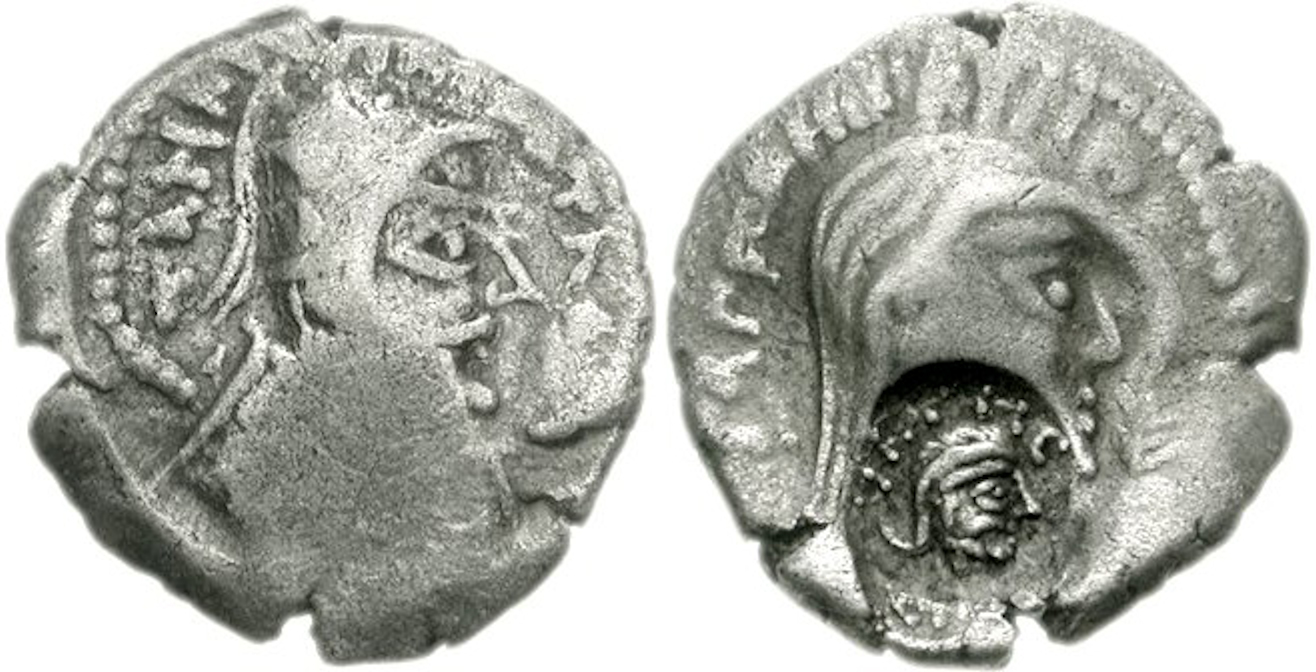
سکه تانلیس مردات با علامت گرد بر روی نیمرخ رنگودم که نمایانگر چهره با (ΤΑΝΛΙC ....) است.

تانلیس مردات یا تانلیس میدات (به یونانی: ΤΑΝΛΙC ΜΑΙΔΑTΗC، حکومت ۸۰-۴۰ قبل از میلاد)، فرماندار استان های اشکانی سکستان و رخج بود.  او ممکن است اصالت اشکانی یا شاید ساکایی داشته باشد.  امپراتوری اشکانی از زمان پیروزی مهرداد دوم (124–88 پ.م.) بر ساکاها بر منطقه سکستان حکومت می کرد، و این «ساتراپ ها» (ساتراپ دیگر احتمالاً چیروک بود) تا زمان بنیانگذاری سلسله گوندوفارس (19-46 بعد از میلاد) کنترل این منطقه را در دست داشتند.  
تانلیس مردات احتمالاً آخرین فرماندار اشکانی منطقه پیش از ظهور سلسله فرمانروایی هندو-اشکانی گوندوفارس (حک. 19–46) بوده است.  او در غرب قلمرو ساپادبیزز حکومت می کرد.

## سکه شناسی
تانلیس مردات سکه هایی با چهره هایی از خود و شخصی با نام رنگودم، که احتمالاً همسرش بوده، ضرب کرده است.  طرح های موجود بر سکه‌های او زره و سرپوشِ سواره های زره پوش اشکانی را به تصویر می‌کشد: پوشش او بر روی سکه‌ها شامل یک کلاه خود بیضی شکل کوچک با یک محافظ گردن را به تصویر کشیده است. 